# Plésidy
Plésidy (bret. Plijidi) – miejscowość i gmina we Francji, w regionie Bretania, w departamencie Côtes-d’Armor.
Według danych na rok 1990 gminę zamieszkiwało 636 osób, a gęstość zaludnienia wynosiła 25 osób/km² (wśród 1269 gmin Bretanii Plésidy plasuje się na 756. miejscu pod względem liczby ludności, natomiast pod względem powierzchni na miejscu 364.).